# Мединовка
Меди́новка (укр. Мединівка) — село на Украине, основано в 1799 году, находится в Коростенской городской общине Житомирской области. Расположено на реке Олешня.
Код КОАТУУ — 1822383201. Население по переписи 2001 года составляет 247 человек. Почтовый индекс — 11533. Телефонный код — 4142. Занимает площадь 1,578 км².